# Lívia Vašáková
Lívia Vašáková (ur. 1977 w Bratysławie) – słowacka ekonomistka, urzędniczka państwowa i europejska, w 2023 wicepremier.

## Życiorys
Absolwentka wydziału zarządzania przedsiębiorstwem na Uniwersytecie Ekonomicznym w Bratysławie oraz studiów podyplomowych prowadzonych przez fundację Europa-Kolleg Hamburg. Kształciła się również w ramach różnych programów na uczelniach w Austrii, Niemczech, Francji i Słowenii. W 2018 doktoryzowała się z zarządzania na Uniwersytecie Komeńskiego w Bratysławie. Od 2005 pracowała w strukturze Komisji Europejskiej w Dyrekcji Generalnej ds. Energii, a od 2013 była zatrudniona jako doradca ds. ekonomicznych w Przedstawicielstwie Komisji Europejskiej na Słowacji. W 2020 objęła funkcję dyrektora generalnego sekcji planów naprawczych w Urzędzie Rządu Republiki Słowackiej.
W maju 2023 powołana na stanowisko wicepremiera do spraw planu odbudowy oraz funduszy europejskich w technicznym rządzie Ľudovíta Ódora. Funkcję tę pełniła do października tego samego roku.